# Боуэрсок, Глен
Глен Боуэрсок (англ. Glen Warren Bowersock, род. 12 января 1936, Провиденс, штат Род-Айленд) — американский историк-антиковед, эллинист, специалист по поздней античности, по истории и культуре античных Греции, Рима и Ближнего Востока, а также классической традиции в современной лит-ре. Доктор философии, эмерит-профессор Принстона, прежде профессор Гарварда, член Американского философского общества (1989), иностранный член РАН (1999) и Академии деи Линчеи. Отмечен James Breasted Prize (1992).

## Биография
Окончил Гарвард (бакалавр A.B. summa cum laude, 1957), а также получил первоклассную степень бакалавра с отличем в Оксфорде (1959). В последнем получил и степени магистра M.A. и д-ра филос. DPhil по античной истории — в 1962 году с тезисами «Август и греческий мир», будучи стипендиатом Родса в Баллиол-колледже.
В 1960-1962 годах лектор в Оксфорде. В 1962-1980 годах профессор (с 1969 года — полный) классики и истории Гарварда, в 1972-1977 годах заведовал там кафедрой классики, был также ассоц. деканом факультета искусств и наук.
В 1980—2006 годах профессор античной истории Института перспективных исследований в Принстоне, с 2006 года эмерит.
В 1984—1992 годах старший преподаватель византинистики в Думбартон-Оксе, куда его пригласил Р. У. Томсон, в 1991—1992 годах возглавлял кафедру византинистики.
Приглашённый проф. в Оксфорде (1966), Австралийском нацуниверситете (1972), Коллеж де Франс (1997).
В 1991—1992 годах Сейдер-профессор в Калифорнийском университете в Беркли.
Член Американской академии искусств и наук, Королевской академии Бельгии, а также французской Академии надписей и художественной литературы (31.05.1996).
Член Американского нумизматического общества.
Членкор Германского ин-та археологии.
Почётный член оксфордского Баллиол-колледжа (2004).
Кавалер орденов Почётного легиона и Искусств и литературы.
Почётный доктор Страсбургского ун-та (1990), EPHE (1999), Афинского ун-та (2005).
Автор многих книг и более 400 статей. Соредактор Late Antiquity: A Guide to the Postclassical World (Harvard University Press, 1999).
Научные интересы: греческая и римская история и цивилизация, греческая филология в имперский период, отношения между Римской империей и восточными культурами, история эллинизма в поздней античности и религиозная история ближневосточной древнеримской политики, история христианства в римском мире, греческая эпиграфика.
Г. Боуэрсок, противостоя анализу современных культурных столкновений между исламом и христианством и отвергая идею С. Хантингтона о столкновении цивилизаций, как знаток Древнего Рима выступил с тезисом о том, что цивилизации не конфликтуют, а схлёстываются (civilizations don’t clash, they overlap).

## Книги
- Augustus and the Greek World (Oxford, 1964; Clarendon Press, 1965)
- Greek Sophists in the Roman Empire (1969)
- Julian the Apostate (Cambridge: Harvard University Press, 1978)
  - фр. Julien l’Apostat (Armand Colin, 2008)
- Roman Arabia (1983) ISBN 9780674777569
- Hellenism in Late Antiquity (Univ. of Michigan Press, 1990)
  - итал. L’ellenismo nel mondo tardoantico (Laterza, 1992)
  - греч. 1996, 2000
- Fiction as History: Nero to Julian (1994)
  - итал. La storia inventata (Jouvence, 2000)
- Martyrdom and Rome (Cambridge: Cambridge University Press, 1995)
  - фр. Rome et le martyre (Éditions Flammarion 2004)
- Mosaics as History: The Near East from Late Antiquity to Islam (2006)
- From Gibbon to Auden: Essays on the Classical Tradition (2009)
- The Throne of Adulis: Red Sea Wars on the Eve of Islam (Oxford: Oxford University Press, 2013), pp. 182.
  - фр. Le Trône d’Adoulis (2014)
- The Crucible of Islam (2017)